# Arundhati Roy
Arundhati Roy (Shillong, 24 de noviembre de 1961) es una escritora, periodista y activista india. Ganó el Premio Booker en 1997 por su primera novela, El dios de las pequeñas cosas. También es una activista política que ha tomado parte en causas por los derechos humanos y de protección del medio ambiente.

## Vida personal
Roy nació en Shillong (estado de Meghalaya), de una madre cristiana sirio-ortodoxa del estado de Kerala y un padre hinduista del estado de Bengala. Pasó su juventud en Aymanam (Kerala), estudiando en Corpus Christi. Cuando tenía 16 años, se trasladó a Delhi, donde llevó un estilo de vida bohemio. Vivía en una cabaña vendiendo botellas para ganarse la vida. Luego estudió arquitectura en la Delhi School of Architecture, donde conoció a su primer esposo, el arquitecto Gerard Da Cunha.
Conoció a su segundo esposo, Pradeep Kishen, en 1984, y comenzó a trabajar en el cine. Hizo el papel de una aldeana en la película Massey Sahib. Escribió guiones para las películas In which Annie gives it those ones y Electric moon (‘Luna eléctrica’), y en la serie de televisión The banyan tree (‘El baniano’).

## Trayectoria
En su carrera temprana, Roy trabajó escribiendo para programas de televisión y películas. Escribió los guiones de In Which Annie Gives It Those Ones (1989), una película basada en sus experiencias como estudiante de arquitectura, en la cual también fue actriz, y Electric Moon (1992). Las dos películas fueron dirigidas por su entonces esposo, Pradip Krishen, durante su matrimonio. Roy ganó el National Film Award por mejor guion por el guion de In Which Annie Gives It Those.
Empezó a escribir la novela semiautobiográfica El dios de las pequeñas cosas en 1992 y la terminó en 1996. El libro está inspirado en las propias experiencias de Roy durante su infancia en Aymanam. Recibió 500.000 libras por adelantado y los derechos de la novela fueron vendidos en 21 países.
La publicación de esta primera novela lanzó a Roy a la fama internacional: con ella ganó el Premio Booker 1997 y fue seleccionada como una de las obras notables del año por The New York Times. Alcanzó la cuarta posición en la lista de best-sellers de ficción independiente de The New York Times.
Para protestar contra las pruebas de armas nucleares realizadas por el gobierno indio en el estado de Rayastán, escribió el ensayo El final de la imaginación en 1998, que se publicó en la recopilación El precio de vivir, en el que se opone a los proyectos de represas hidroeléctricas en India. Ha publicado otras dos colecciones de ensayo y trabajado por causas sociales.
En 2004, Roy ganó el premio Sídney de la Paz por su trabajo en campañas sociales y su apoyo al pacifismo.
En 2005, participó en el Tribunal Mundial Sobre Irak.
En 2010, hizo un reportaje llamado Caminando con los camaradas sobre la guerrilla maoísta conocida como naxalita, el mayor problema de seguridad interna que sufre la india según el ex primer ministro Manmohan Singh con la intención de esclarecer las razones de la violencia y por ello es perseguida hoy en día por el estado indio.
En junio de 2017 fue publicada su segunda novela, El ministerio de la felicidad suprema. La novela fue seleccionada para el Man Booker Prize de 2017 y fue finalista para el National Book Critics Circle Award para trabajos de ficción en enero de 2018.
En 2020 realiza reportajes sobre la repercusión en la India de la Pandemia de enfermedad por coronavirus de 2019-2020.

## Obra

### Ficción
- The God of Small Things, 1997 — El dios de las pequeñas cosas, trad.: Txaro Santoro, Cecilia Ceriani; Anagrama, Barcelona, 1998
- The Ministry of Utmost Happiness, 2017 — El ministerio de la felicidad suprema, trad.: Cecilia Ceriani; Anagrama, Barcelona, 2017

### No ficción
- The End of Imagination, 1998 — El final de la imaginación, trad.: Francesc Roca; colección Argumentos, Anagrama, Barcelona, 1998[23]
- The Algebra of Infinite Justice, 2001 — El álgebra de la justicia infinita, ensayos; prólogo de John Berger; trad.: Francesc Roca, Anagrama, Barcelona, 2002
- War talk, 2003 — Retórica bélica, trad.: Francesc Roca, colección Crónicas, Anagrama, Barcelona, 2006[24]
- Capitalism: A Ghost Story, 2014 — Espectros del capitalismo, trad.: Carmen Valle; Capitán Swing, Madrid, 2015[25]
- My Seditious Heart, 2019 — Mi corazón sedicioso, selección de ensayos; trad.:Cecilia Ceriani, Francesc Roca; colección Compendium, Anagrama, Barcelona, 2020